# Double Fantasy
《Double Fantasy》(더블 판타지)는 1980년 발표된 존 레논의 일곱 번째 정규 음반으로 오노 요코와의 공동 음반이다. 레논이 생전 마지막 발표한 음반으로 아들 숀을 키우는 5년간의 하우스번드로서의 생활을 마감하고 음악계에 모습을 나타내면서 발표한 음반이다. 하지만 이 음반 발표 후 한 달도 안 돼서 레논은 마크 채프먼이란 자에게 사살 당하고 전 세계의 비틀즈 팬들은 충격과 절망감에 사로잡힌다.

## 배경
1975년, 레논은 자신의 아들 숀 레논이 태어나자, 육아에의 전념을 위해 음악 활동을 중단했다. 이후 레논은 5년 간 그의 아파트에서 간헐적인 데모만을 녹음하며 작은 음악 활동을 이어가다가, 어느 날 일을 재개할 준비가 되었다고 느꼈다.
1980년 중반, 레논은 로드아일랜드주 뉴포트에서 버뮤다로 가는 위험천만한 바다를 항해하는 여행을 했다. 여행 도중, 그의 요트는 심한 폭풍우를 만났고, 대부분의 선원들은 심한 피로와 배멀미에 시달렸다. 하지만 레논은 배멀미를 하지 않았고, 결국 몇 시간 동안 요트의 핸들을 혼자 잡아야 했다. 레논은 무서웠지만 자신이 원기 왕성하다는 것을 느꼈다. 그리고 그것은 그의 자신감을 새롭게 하고, 그로 하여금 삶의 연약함을 약화시키는 효과를 가져다 주었다. 결과적으로, 레논은 새로운 곡 들을 쓰기 시작했고, 이전의 데모들도 재생산해 냈다. 레논은 훗날 "난 바다에서의 경험을 바탕으로 우주에 적응했다 - 그리고 이 모든 곡들이 왔다!"라고 고백했다. 오노 요코 또한 새로운 자신감으로 많은 곡들을 썼다. 훗날 레논은 The B-52's의 <Rock Lobster>와 같은 현대 대중 음악이 오노의 초기 곡들과 유사하다고 진술했다.
두 사람은 정치적으로 심취한 《Some Time in New York City》 이후 처음으로 같은 음반에서 함께 곡들을 실어 발매하기로 결심했다. 하지만 《Some Time in New York City》와는 대조적으로 《Double Fantasy》는 존과 요코가 남편과 아내로서 대화를 하는 형식의 음반이었다. 음반 제목은 버뮤다 식물원에서 볼 수 있는 프리지어 종의 이름을 따 왔으며 레논은 이것을 그들의 결혼 생활에 대한 완벽한 묘사로 여겼다.

## 녹음
어느 날, 레논은 에어로스미스, 더 후 등의 음반을 프로듀스 한 바 있는 잭 더글라스와 만나 "지금은 음악 활동을 하지 않는 나의 곡들이 어떠한 지를 판단 할 수 없다. 안 될 것 같으면 안된다고 말해 달라"며 데모 테이프를 전달했다. 훗날 더글라스는 한 인터뷰에서 "집으로 돌아와 그 데모 테이프를 들었을 때 '차라리 이 데모 테이프를 그대로 발표하면 좋을 텐데'라고 생각할 정도로 감동했었다"라고 말했다.
리허설 동안 레논의 곡이라는 사실은 일체 비밀로 되어 있었기 때문에 더글라스는 임시로 자신이 노래를 불렀는데 세션에 참여하게 된 뮤지션들으로부터 "노래는 훌륭하다. 그런데 당신의 목소리는 개구리 같아. 최악이다"라며 놀림을 받았다고 한다. 그리고 레논의 곡이라는 사실을 숨기며 여러 번 우회하고 고생했지만, 녹음을 앞두고 그들과 함께 다코타 빌딩을 방문, 레논과 처음 대면한 그들의 긴장과 흥분, 감동이 어우러진 광경을 목격하게 되고, 고생이 보상된 것과 아울러 잊을 수 없는 경험을 갖게 됐다.
세션이 진행되는 동안 더글라스는 레논의 〈I 'm Losing You〉와 오노의 〈I 'm Moving On〉를 연주할 밴드 칩 트릭(더글라스가 제작한 밴드)의 릭 닐슨과 번 E. 카를로스를 데려왔지만, 결국 스튜디오 뮤지션들과 다시 녹음하게 되었다. 〈I 'm Losing You〉의 Cheap Trick 버전은 1998년 발표된 레논의 편집 앨범 《John Lennon Anthology》 컬렉션에 포함되었다.
Double Fantasy 세션은 1980년 8월 7일 뉴욕시의 "더 히트 팩토리"에서 시작, 1980년 10월 19일까지 계속되었고, 《Double Fantasy》의 후속작으로 예상되었던 《Milk and Honey》까지 충분히 채울 수 있을 정도로 수십 곡의 노래들이 제작되었다.

## 구성
존의 곡들과 요코의 곡들이 번갈아 가며 배치된 이 앨범의 구성은 '남녀의 대화' 같은 정취를 느끼게 한다. 각각의 제작한 곡을 따로 수록하지 않은 이유에 대해서, 레논은 "그렇게 해 버리면 오노 요코의 곡을 듣게 되지 않을 가능성이 있기 때문이다"라고 말했다. 대체적으로 존의 곡들은 얌전하고 요코의 곡들은 힘이 넘치고 있다.

## 발매, 반응 및 여파
이 앨범은 게펀 레코드를 통해 LP와 CD로 출시됐다. 게펀 측은 완성된 마스터 테이프를 듣지도 않고 계약서에 서명했다. 레논의 사후 《Double Fantasy》는 미국과 영국, 모두에서 차트 1위를 차지했고, 1981년 그래미 어워드에서도 "올해의 앨범상"을 수상했다. 선행 싱글로 발매된 〈(Just Like) Starting Over〉는 US 기준 주간 차트 1위, 연간 차트 10위를 차지, 레논의 가장 큰 성공을 거둔 솔로 싱글로 기록되었다. 본국 영국에서도 비틀즈 해체 이후 처음으로 1위를 차지했다. 이어 싱글 커트된 〈Woman〉, 〈Watching the Wheels〉도 크게 히트했다.

## 재발매
이 앨범은 1989년부터 캐피틀 레코드를 통해 출시되고 있다. 2000년에는 3곡의 보너스 트랙을 추가 수록한 디지털 리마스터 앨범이 발매되었다. 추가된 3곡의 보너스 트랙은 〈Help Me to Help Myself〉, 〈Walking On Thin Ice〉, 그리고 〈Central Park Stroll〉이다. 〈Help Me to Help Myself〉는 오랫동안 해적판으로 돌아다니다가 첫 정식 출시된 곡으로 존의 마지막 녹음곡 중 하나에 속한다. 〈Walking On Thin Ice〉는 오노 요코의 곡으로 존이 사망하기 직전에 완성된 곡이다. 존과 요코는 그들이 거주하는 뉴욕 다코타 아파트를 떠나기 직전에 〈Walking On Thin Ice〉를 작업하고 있었고, 존은 곧 마크 채프먼의 총격을 받았다. 〈Central Park Stroll〉은 존과 요코가 뉴욕의 센트럴 파크를 산책하고 있을 때 두 사람의 대화를 거둔 것이다. 2010년에는 《Double Fantasy Stripped Down》라는 2CD 세트가 출시되었다. 이 2CD 세트는 숀 레논의 커버 아트워크와 함께, 더 간단한 편곡을 특징으로 하는 대체 버전(Disk 1ː Double Fantasy Stripped Down)과 새로 리마스터링 된 사본(Disk 2ː Original Album)으로 구성되어 있다.

## 표지
앨범의 커버는 일본의 사진 작가 시노야마 기신이 촬영한 것이다. 원판은 컬러로 촬영되었지만 출시된 재킷에는 흑백으로 되어 있어 시노야마는 "불길한 느낌이 들었다"고 말하기도 했다. 그리고 그 직후에 레논이 사망하게 됨으로써 시노아먀 기신의 느낌은 적중하고 말았다. 당시 시노야마가 촬영한 포토 세션의 또 다른 샷도 《Milk and Honey》에서 사용되고 있다.

## 곡 목록
모든 곡들은 존 레논 또는 요코 오노에 의해 씌여졌다.
| #  | 제목                            | 작사·작곡   | 재생 시간 |
| -- | ------------------------------- | ----------- | --------- |
| 1. | 〈(Just Like) Starting Over〉   | John Lennon | 3:56      |
| 2. | 〈Kiss Kiss Kiss〉              | Yoko Ono    | 2:42      |
| 3. | 〈Cleanup Time〉                | Lennon      | 2:58      |
| 4. | 〈Give Me Something〉           | Ono         | 1:35      |
| 5. | 〈I'm Losing You〉              | Lennon      | 3:57      |
| 6. | 〈I'm Moving On〉               | Ono         | 2:20      |
| 7. | 〈Beautiful Boy (Darling Boy)〉 | Lennon      | 4:02      |

| #  | 제목                                    | 작사·작곡 | 재생 시간 |
| -- | --------------------------------------- | --------- | --------- |
| 1. | 〈Watching the Wheels〉                 | Lennon    | 4:00      |
| 2. | 〈Yes, I'm Your Angel[A]〉              | Ono       | 3:08      |
| 3. | 〈Woman〉                               | Lennon    | 3:32      |
| 4. | 〈Beautiful Boys〉                      | Ono       | 2:55      |
| 5. | 〈Dear Yoko〉                           | Lennon    | 2:34      |
| 6. | 〈Every Man Has a Woman Who Loves Him〉 | Ono       | 4:02      |
| 7. | 〈Hard Times Are Over〉                 | Ono       | 3:20      |

Bonus tracks
| #   | 제목                               | 작사·작곡 | 재생 시간 |
| --- | ---------------------------------- | --------- | --------- |
| 15. | 〈Help Me to Help Myself〉         | Lennon    | 2:37      |
| 16. | 〈Walking on Thin Ice〉            | Ono       | 6:00      |
| 17. | 〈Central Park Stroll〉 (dialogue) |           | 0:17      |

### 2010 mixes
| #   | 제목                                    | 작사·작곡 | 재생 시간 |
| --- | --------------------------------------- | --------- | --------- |
| 1.  | 〈(Just Like) Starting Over〉           | Lennon    | 4:24      |
| 2.  | 〈Kiss Kiss Kiss〉                      | Ono       | 2:45      |
| 3.  | 〈Cleanup Time〉                        | Lennon    | 3:56      |
| 4.  | 〈Give Me Something〉                   | Ono       | 1:31      |
| 5.  | 〈I'm Losing You〉                      | Lennon    | 4:26      |
| 6.  | 〈I'm Moving On〉                       | Ono       | 2:28      |
| 7.  | 〈Beautiful Boy (Darling Boy)〉         | Lennon    | 3:50      |
| 8.  | 〈Watching the Wheels〉                 | Lennon    | 3:32      |
| 9.  | 〈Yes, I'm Your Angel〉                 | Ono       | 2:53      |
| 10. | 〈Woman〉                               | Lennon    | 3:45      |
| 11. | 〈Beautiful Boys〉                      | Ono       | 3:16      |
| 12. | 〈Dear Yoko〉                           | Lennon    | 3:03      |
| 13. | 〈Every Man Has a Woman Who Loves Him〉 | Ono       | 4:46      |
| 14. | 〈Hard Times Are Over〉                 | Ono       | 3:38      |

## 차트
| 차트 (1980/81)                         | 순위 |
| -------------------------------------- | ---- |
| 호주 켄트 뮤직 리포트 음반 차트        | 1    |
| 오스트리아 음반 차트                   | 1    |
| 캐나다 RPM (잡지) 음반 차트            | 1    |
| 독일 메가 음반 차트                    | 4    |
| 프랑스 음반 협회 음반 차트             | 2    |
| 이탈리아 음반 차트                     | 6    |
| 일본 오리콘 LP 차트                    | 2    |
| 뉴질랜드 리코디드 뮤직 NZ 탑 40 앨범   | 1    |
| 노르웨이 VG-리스타 탑 40 앨범          | 1    |
| 스웨덴 음반 차트                       | 1    |
| 영국 음반 차트                         | 1    |
| 미국 빌보드 200                        | 1    |
| 독일 GfK 엔터테인먼트 차트 탑 100 앨범 | 2    |

| 차트 (1980)          | 순위 |
| -------------------- | ---- |
| 프랑스 음반 차트     | 16   |
| 영국 음반 차트       | 12   |
| 차트 (1981)          | 순위 |
| 호주 음반 차트       | 1    |
| 오스트리아 음반 차트 | 2    |
| 캐나다 음반 차트     | 3    |
| 이탈리아 음반 차트   | 9    |
| 일본 음반 차트       | 29   |
| 영국 음반 차트       | 10   |
| 미국 빌보드 200      | 2    |
| 독일 음반 차트       | 3    |

## 인증 및 판매
| 국가                       | 인증        | 판매량/출하량 |
| -------------------------- | ----------- | ------------- |
| 오스트레일리아             | —           | 285,000       |
| 프랑스 (SNEP)              | 플래티넘    | 533,900       |
| 독일 (BVMI)                | 골드        | 250,000^      |
| 일본 (오리콘 차트)         | —           | 306,470       |
| 영국 (BPI)                 | 플래티넘    | 300,000^      |
| 미국 (RIAA)                | 3× 플래티넘 | 3,000,000^    |
| ^출하량을 기반으로 한 인증 |             |               |

## 참여 인원
- 존 레논 – 프로듀서, 편곡, 보컬(리드, 하모니, 백그라운드), 기타(리듬, 어코스틱), 피아노, 키보드
- 오노 요코 – 프로듀서, 편곡, 보컬(리드, 백그라운드)
- 잭 더글라스 – 프로듀서, 편곡
- 얼 슬릭 – 리드 기타
- 휴 맥크라켄 – 리드 기타
- 토니 레빈 – 베이스
- 조지 스몰 – 키보드, 피아노
- 앤디 뉴마크 – 드럼
- 아서 젠킨스 – 퍼쿠션
- 에드 월쉬 – 오베르하임 신디사이저
- 로버트 그리니지 – 스틸 드럼 on "Beautiful Boy"
- 매튜 커닝햄 – 해머드 덜시머 on "Watching the Wheels"
- 랜디 스테인 – 콘서티나
- 하워드 존슨 –호른
- 그랜트 헝거포드 – 호른
- 제이디 파란 – 호른
- 셀던 포웰 – 호른

- 조지 영 – 호른
- 로저 로센버그 – 호른
- 데이비드 토파니 – 호른
- 로날드 툴레이 – 호른
- 토니 다빌라 – 호른 편곡 & 뮤지컬 어소시에이트
- 미셸 심프슨, 더 리치 패밀리, 에릭 트로이어, 베니 커밍스 싱어스, 더 킹스 합창단 – 백그라운드 보컬
- 토시히로 하마야 – 제작 조수
- 프레데릭 시맨 – 제작 조수
- 줄리에 라스트 – 어시스턴트 엔지니어
- 조지 마리노 – 오리지널 마스터링 & 리마스터링
- 리 드카를로 – 엔지니어
- 존 스미스 – 어시스턴트 엔지니어
- 앤서니 다빌로 – 뮤지컬 어소시에이트
- 제임스 에이 볼 – 어시스턴트 엔지니어
- 시노야마 기신 – 커버 포토 & 포토그라피
- 브루스 리플로글 – 홍보 담당자